# Marfa Sobakina
Marfa Sobakina (zm. 13 listopada 1571) – trzecia żona cara Iwana IV Groźnego, wybrana w drodze konkursu. Zmarła bezpotomnie wkrótce po ceremonii zaślubin.

## Wybór
Po pogromie nowogrodzkim Iwan nie chciał odkładać sprawy kolejnego małżeństwa i z jego rozkazu sprowadzono około dwóch tysięcy kandydatek z całego państwa. Chcąc wybrać pannę o dobrym zdrowiu i urodzie car stanął przed trudnym wyborem, gdyż jednego i drugiego miała w nadmiarze ponad połowa kandydatek. Jednak w ostateczności car usłuchał rady swego wiernego zausznika Maluty Skuratowa, który wskazał mu Marfę Sobakiną, córkę kupca z Nowogrodu. Kobieta ta jednak tuż po wyborze zapadła na niezidentyfikowaną chorobę. Nie bacząc na to car pojął Marfę za żonę, pomimo pogarszającego się stanu jej zdrowia. Do ceremonii zaślubin doszło dnia 28 października 1571. Marfa - nie zostawszy de facto żoną Iwana, co zostało potwierdzone orzeczeniem wyższego duchowieństwa - niespodziewanie zmarła. 

## Śmierć
Istnieją różne hipotezy dotyczące śmierci żony cara. Jedną z opowieści jest to, iż jej matka przekazała jej, przez kogoś ze służby dworskiej pewne zioła na "płodność". Inną wersję rozprzestrzeniał sam Iwan Groźny, tłumacząc śmierć swojej wybranki intrygami swoich wrogów politycznych. Brak jednak odpowiednio udokumentowanych źródeł na potwierdzenie tej wersji. Jednocześnie jej śmierć stanowiła okazję do nowych represji wobec carskich poddanych.